# Eulepidotis stigmastica
Eulepidotis stigmastica är en fjärilsart som beskrevs av Dyar 1914. Eulepidotis stigmastica ingår i släktet Eulepidotis och familjen nattflyn. Inga underarter finns listade i Catalogue of Life.